# خانه ابطحی
خانه ابطحی مربوط به دوره صفوی - دوره قاجار است و در اصفهان، خیابان ابن سینا، محله دردشت، کوچه میر علاء الدین، کوچه حمام قاضی، بن‌بست اول (بدون نام) واقع شده و این اثر در تاریخ ۳ خرداد ۱۳۸۶ با شمارهٔ ثبت ۱۹۱۶۱ به‌عنوان یکی از آثار ملی ایران به ثبت رسیده است.